# Erik Moraeus
Knut Erik Moraeus, född 15 januari 1920 i Orsa församling, Kopparbergs län, död 20 april 1989 i Orsa församling, Kopparbergs län, var en svensk folkmusiker och riksspelman.  

## Utmärkelse
- 1946 – Zornmärket i silver med kommentaren "För utmärkta låtar och förträffligt spel".[5]
- 1961 – Zornmärket i guld med kommentaren "För genuint låtspel och framgångsrikt främjande av spelmanstraditionen i hembygden".